# Giải thưởng Vinh danh nước Việt
Vinh danh nước Việt là giải thưởng do báo điện tử VietNamNet sáng lập, có sự hợp tác của Ủy ban Trung ương Mặt trận Tổ quốc Việt Nam, được tổ chức hằng năm nhằm tôn vinh những người Việt Nam ở nước ngoài có nhiều thành tích trong sự nghiệp và có nhiều đóng góp cho đất nước.

## Lần 1: Vinh danh nước Việt - 2004
Với chủ đề "Mùa chim về tổ"
1. Giáo sư-Tiến sĩ Nguyễn Đăng Hưng (sinh 1941, Bỉ): Có nhiều đóng góp trong việc hợp tác về đào tạo Cao học Bỉ-Việt.
2. Giáo sư-Tiến sĩ nhân chủng học Lương Văn Hy (1953, Canađa): Có nhiều đóng góp trong việc giới thiệu ngôn ngữ, tổ chức xã hội và kinh tế của Việt Nam bằng nhiều hình thức.
3. Tiến sĩ Nguyễn Chánh Khê (1952, hiện đang định cư tại Việt Nam): Có 66 phát minh sáng chế tại Nhật và Mỹ, đem lại những ứng dụng kinh tế to lớn trong lĩnh vực máy vi tính, máy photocopy.
4. Giáo sư-Tiến sĩ Trần Văn Khê (1921, Pháp): Có những đóng góp to lớn trong việc giới thiệu văn hóa nói chung và âm nhạc truyền thống Việt Nam nói riêng ra nước ngoài.
5. Giáo sư-Tiến sĩ Đặng Lương Mô (ở Nhật, đã hồi hương): Từng nổi tiếng ở Nhật và nhiều nước trong chuyên ngành điện tử bán dẫn và thiết kế vi mạch.
6. Doanh nhân Nguyễn Ngọc Mỹ (1950, Ôxtrâylia): Hiện định cư tại Việt Nam, là chủ nhiệm CLB doanh nhân Việt kiều, có những đóng góp rất lớn trong việc nối gần mối quan hệ giữa Việt kiều với trong nước.
7. Giáo sư-Tiến sĩ Ngô Thanh Nhàn (1948, Mỹ): Việc chuyển đổi, mã hóa chữ Nôm, chữ quốc Ngữ trên máy vi tính là một trong những đóng góp điển hình của ông cho đất nước.
8. Nhạc trưởng Lê Phi Phi (Maxêđônia): Giáo sư Trung tâm Âm nhạc và Múa Ilijia Nikolovski của Macedonia.
9. Giáo sư-Tiến sĩ âm nhạc Nguyễn Thuyết Phong (Mỹ): Là người Việt thứ hai (sau GS Trần Văn Khê) được ghi tên và tiểu sử vào cuốn Đại từ điển âm nhạc thế giới.
10. Tiến sĩ Nguyễn Công Phú (1951, Pháp): Là chuyên gia quản lý các dự án lớn về điện, dầu khí, cầu đường tại hàng chục nước, ông tư vấn nhiều cho Việt Nam trong các lĩnh vực khác nhau về giao thông.
11. Tiến sĩ vật lý Nguyễn Quang Riệu (1932, Pháp): Được giải thưởng của Viện hàn lâm khoa học Pháp về những thành tích Thiên văn Vật lý.
12. Nghệ sĩ dương cầm Đặng Thái Sơn (1958): Giải nhất cuộc thi piano quốc tế Chopin lần thứ 10.
13. Chuyên gia tài chính Bùi Kiến Thành (1932, Mỹ): Có nhiều đóng góp có giá trị giúp Việt Nam trong phát triển đầu tư và hội nhập quốc tế về kinh tế, tài chính.
14. Tiến sĩ kinh tế Trần Văn Thọ: Giảng viên có uy tín về thương mại quốc tế, kinh tế chuyển đổi... tại Nhật, là cầu nối quan trọng để nhiều sinh viên tại Nhật đi thực tế tại Việt Nam.
15. Tiến sĩ Trịnh Xuân Thuận (1948, Mỹ): Nổi tiếng trong chuyên ngành thiên văn tại Mỹ và trên thế giới.
16. Giáo sư-Tiến sĩ kỹ thuật y sinh Võ Văn Tới (1949, Mỹ): Thành viên Hội đồng quản trị Quỹ giáo dục Việt Nam (VEF) của Chính phủ Mỹ.
17. Giáo sư-Tiến sĩ vật lý Trần Thanh Vân (1937, Pháp): Bắc đẩu bội tinh của Pháp, người tổ chức các hội thảo vật lý quốc tế mang tên Gặp gỡ Việt Nam.
18. Chuyên gia ngân hàng và đầu tư Vũ Giản (1940, Thụy Sĩ): Giúp Việt Nam nhiều trong việc đào tạo, cải tổ ngân hàng đầu tư và chứng khoán tại Việt Nam.
19. Kiến trúc sư Hồ Thiệu Trị (1945, Pháp).

## Lần 2: Vinh danh nước Việt - 2005
Với chủ đề "Những Sứ giả Lạc Hồng"
1. Tiến sĩ Nguyễn Quốc Bình (Canada) – Phó giám đốc Trung tâm Công nghệ sinh học Thành phố Hồ Chí Minh
2. Tiến sĩ Nguyễn Trọng Bình (Mỹ) – Khoa học gia ngành Sinh vật phân tử và công nghệ
3. Phó Giáo sư - Tiến sĩ Nguyễn Lương Dũng (Đức), Cán bộ giảng dạy Đại học Bách khoa TP.HCM
4. Tiến sĩ Nguyễn Trí Dũng (Nhật), giám đốc công ty NICD – Minh Trân
5. Họa sĩ Lê Bá Đảng (Pháp)
6. Giáo sư - Tiến sĩ Nguyễn Quý Đạo (Pháp)
7. Nhạc sĩ Nguyễn Thiện Đạo (Pháp)
8. Bác sĩ Bùi Minh Đức (Mỹ)
9. Tiến sĩ Lê Phước Hùng (Mỹ)
10. Thạc sĩ Phạm Đức Trung Kiên (Mỹ), giám đốc diều hành Quỹ Giáo dục Việt Nam của Chính phủ Hoa Kỳ VEF
11. Giáo sư - Tiến sĩ Đoàn Kim Sơn (Pháp), Đại học Cơ và Kỹ thuật hàng không ENSMA, CH Pháp.
12. Giáo sư toán học Lê Tự Quốc Thắng (Mỹ) – Viện Công nghệ Georgia, Hoa Kỳ
13. Ông Phan Thành, Chủ tịch Hội đồng quản trị HHNVNONN Thành phố Hồ Chí Minh (Canada)
14. Giáo sư - Tiến sĩ Nguyễn Văn Tuấn (Úc), Viện nghiên cứu Y khoa Garvan, Australia
15. Tiến sĩ - Nhạc sĩ Nguyễn Lân Tuất (Nga), Chủ nhiệm khoa sáng tác Hàn lâm Viện âm nhạc tỉnh Novosibirsk.

## Lần 3: Vinh danh nước Việt - 2006[3]
1. Giáo sư-Tiến sĩ Trần Nam Bình, (Úc), PGS Trường Đại học New South Wales.
2. Tiến sĩ Lê Quang Bình (Mỹ), Chuyên viên thiết kế bộ nhớ Flash của Tập đoàn Advanced Micro Devices (AMD)
3. Giáo sư-Tiến sĩ Nguyễn Văn Chuyển (Nhật) Nguyên Trưởng khoa Thực phẩm và Dinh dưỡng, Trường Đại học Phụ nữ Nhật Bản
4. Tiến sĩ Đỗ Đức Cường (Mỹ), Chuyên gia cao cấp ngành Ngân hàng tại Hoa Kỳ, Đại sứ Thiện chí Liên hiệp quốc, Cố vấn cao cấp ngành Ngân hàng tại Việt Nam
5. Ông Trung Dũng (Mỹ), Giám đốc điều hành V-Home Group
6. Bác sĩ Hoàng Anh Dũng (Bỉ), chuyên gia ghép tạng, đại học ULB
7. Bác sĩ Quỳnh Kiều (Mỹ), Bác sĩ xuất sắc, Phụ nữ xuất sắc của Tiểu bang California
8. Giáo sư-Tiến sĩ Thái Kim Lan (Đức), GS Trường Đại học Munich, Chủ tịch Hội Giao lưu Văn hoá Đức - Á của Munich
9. Giáo sư-Tiến sĩ Trần Minh Tâm (Thụy Sĩ), GS Trường Bách khoa Liên bang Thụy Sĩ tại Lauranne
10. Họa sĩ Văn Dương Thành (Thụy Điển), Trường Cao học Công Dân
11. Linh mục Nguyễn Đình Thi (Pháp), Chủ tịch Hội Huynh đệ tại Pháp
12. Giáo sư-Tiến sĩ Phạm Gia Thụ (Canađa), GĐ phòng Tính toán và xử lý hình ảnh trường Đại học Moncton
13. Kỹ sư Đỗ Anh Thư (Mỹ), TGĐ Quỹ Y tế - Văn hoá - Giáo dục cho Việt Nam - VNHELP
14. Tiến sĩ Trương Nguyễn Trân (Pháp), GĐ Nghiên cứu Danh dự Trung tâm Vật lý Lý thuyết Trường Đại học Bách khoa Paris
15. Giáo sư-Tiến sĩ Lê Dũng Tráng (Pháp), Viện sĩ, GĐ Trung tâm Toán học của Viện Hàn Lâm Thế giới tại Italy
16. Giáo sư-Tiến sĩ Huỳnh Hữu Tuệ (Canada), Trường Đại học Laval
17. GS Vũ Đức Vượng (Mỹ) GS trường Cao đẳng TP San Jose